# La Sagrada Familia (Goya)
La Sagrada Familia con San Juan Bautista niño o Sagrada Familia con San Juanito, es una pintura de estilo rococó realizada por el pintor aragonés Francisco de Goya entre 1775 y 1780 para la decoración de la Basílica del Pilar, que entonces estaba a punto de ser concluida. Fue adquirida para el Museo del Prado en 1877, por órdenes del rey Alfonso XII, quien pagó en aquel entonces un precio de 2.000 pesetas a los herederos de Manuel Chávez, a quien Goya la vendió tras ser rechazada para decorar a la Basílica del Pilar.

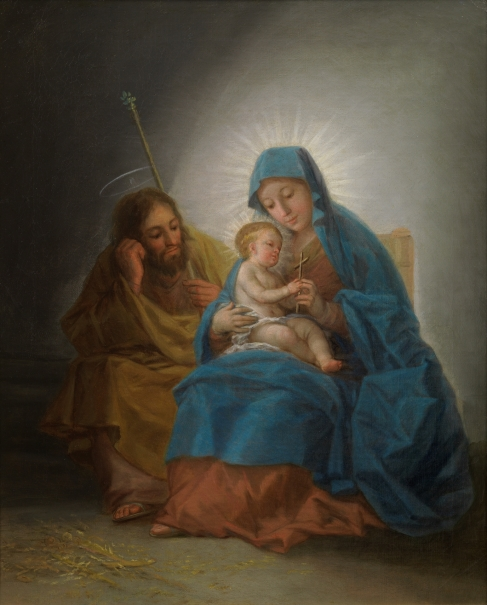
La Sagrada Familia (h. 1787)

Hacia 1787 Goya volverá sobre el mismo tema, sin la figura de San Juan Bautista niño, con la Sagrada Familia (Museo del Prado). Esta obra, que estuvo en colección privada desde el siglo XIX, es pareja de Tobías y el ángel. Ambas obras, desconocidas e inéditas hasta su hallazgo en el 2003, fueron identificadas como de Goya y adquiridas por el Estado con destino al Prado.